# Juraj Štěch
Juraj Štěch (ur. 25 kwietnia 1968 w Liptowskim Mikułaszu) – czeski zapaśnik reprezentujący Czechy oraz Czechosłowację, walczący w stylu wolnym. Olimpijczyk z Barcelony 1992, gdzie zajął jedenaste miejsce w kategorii 130 kg.
Czwarty na mistrzostwach świata w 1990 i dziesiąty w 1991. Czwarty na mistrzostwach Europy w 1989. Mistrz kraju w 1990, 1993 i 1994 roku.
- Turniej w Barcelonie 1992

Przegrał z Dawitem Gobedżiszwilim z WNP i Wang Chunguangiem z Chin.